# Itaquiraí
Itaquiraí is een plaats in het zuiden van de Braziliaanse provincie Mato Grosso do Sul. De stad werd gesticht in 1980. De stad ligt op een hoogte van 340 m. Itaquiraí heeft een bevolking van ongeveer 13.000 op een oppervlak van 2067,1 km². De postcode (CEP) is 79965-000.
Kapitein João Paulo Cabreira, grootgrondbezitter, kwam met een aantal migranten uit Paraná en São Paulo overeen dat zij zich hier konden vestigen en gaf hun stukken land in bezit. In 1959 begon Antônio de Melo Gonçalves het eerste bedrijf. De streek werd bij wet 2111 van 26 december 1983 tot district verheven en op 12 mei 1980 bepaalde wet 76 dat er een gemeente werd gesticht.